# Rúben törzse
A héber Biblia alapján Rúben törzse (héberül: שֵׁבֶט רְאוּבֵן) Izrael tizenkét törzsének egyike. Rúben törzsének területe Gádéhoz és Manassé területének feléhez hasonlóan a Jordán keleti részén húzódott. 
A bibliai elbeszélés alapján a törzs Jákob pátriárka fiától, Rúbentől származik. Rúben és a többi kilenc törzs együtt alkották Izrael északi királyságát. A törzs a királyság felbomlásával Kr. e. 723 körül teljesen eltűnt.

## Törzsi terület

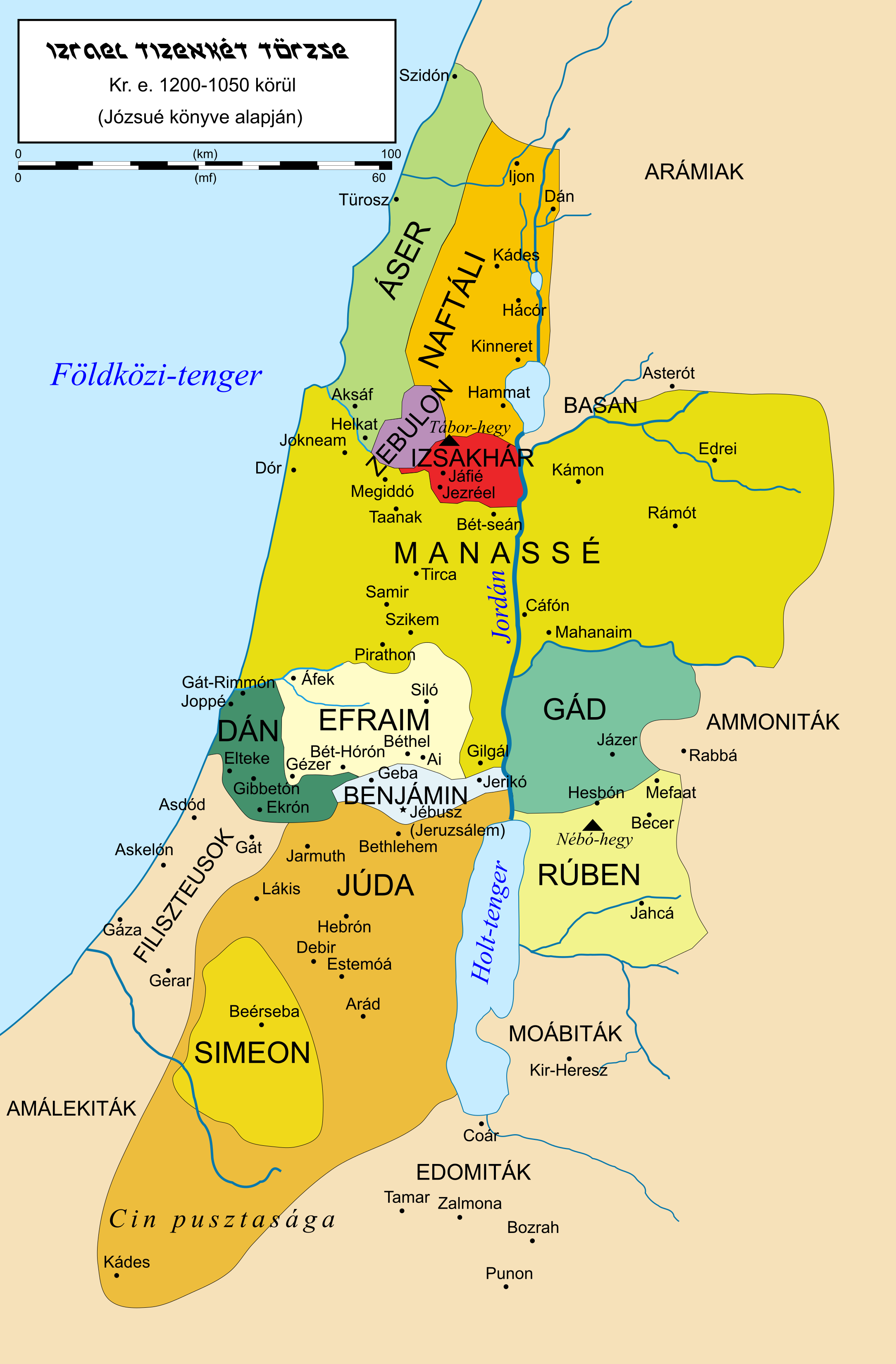
A tizenkét törzs területeinek ábrázolása Józsué könyve szerint. A bibliakutatók általában egyetértenek abban, hogy Józsué nem megbízható forrás az általa leírt időszak történetének rekonstruálására

Józsué könyve alapján Rúben, Gád és Manassé törzsének fele számára a Mózes által kijelölt terület a Jordán folyó és a Holt-tenger keleti részén húzódott (Józsué 13:15-23). A Rúben törzse számára kijelölt terület közvetlenül a Holt-tenger keleti részén terült el, határai délen az Arnón folyóig, északon a Holt-tengerig, keleten a sivatagba nyúltak, ami magába foglalta Madaba síkságát.  
A pontos határ Rúben és Gád törzse között, Rúben északi részén következetlenül van meghatározva a Bibliában, mivel a 4 Mózes 32:34-ben Dibon és Aróér Gádhoz tartozó településekként vannak megemlítve, míg a Józsué 13:15-16-ban Rúbenhez tartozóként. Erre alapozva a Héber Enciklopédia (1906) úgy tartja, hogy Rúben területei Gádéba voltak beékelve.
A Józsué 13-ban leírt Gádhoz tartozó területek Rúbentől északra terültek el, míg a 4 Mózes 32 és 34 leírásai alapján a rúbeniták Hesbón közelében éltek, ahol gáditák ölelték körbe a területet. Yohanan Aharoni szerint a 4 Mózes feljegyzései a rúbeniták és gáditák határait Dávid király uralkodásának idejéről vázolják fel, míg a Józsué 13. részének leírásai Salamon király idején felállított közigazgatási körzetekre vonatkoznak, nem pedig a valódi határterületekre.Kr.e. 900 körülre Rúben és Gád számos területeit elfoglalták a moábiták.

## Bibliai elbeszélés

### Eredet
A Tórában a törzs Jákob és Lea első fiáról, Rúbenről kapta a nevét. Néhány bibliakutató szerint a Mózes első és második könyvében leírt események Jákóbról és közvetlen leszármazottairól nem-történelmi alapúak.
A Biblia Rúben törzsét négy klánra, vagy családra osztja fel, akiknek fejei Rúben fiai voltak, Hanók, Pallú, Hecrón és Karmí.
Az 1 Mózes 49-ben megtaláljuk Jákób áldását, amiben a Biblia leírásai alapján Jákób pátriárka fiainak és Izrael törzseinek jövőjéről prófétál.  
Rúbent ingatag, "állhatatlan, mint a víz" (Károli) jellemű emberként karakterizálja apja, aki többé "nem lesz első", szexuális kapcsolata miatt, amit apjának feleségével, Bilhával folytatott.
A Biblia feljegyzi, hogy Jákob titenkét fiával és azoknak fiaival, beleértve Rúbent és négy fiát, összesen hetvenen, lementek Egyiptomba. Mózes második könyve alapján az izraeliták 430 évig tartózkodtak Egyiptomban, és az emberek száma ez idő alatt elérte a 600.000-et, nőket és gyerekeket nem számítva bele. Ekkor elhagyták Egyiptomot (lásd Mózes második könyve) és 40 évig vándoroltak a pusztában Egyiptom és az ígéret földje, Kánaán között.
Az ígért földjére való belépés előtt, Mózes negyedik könyve leírja, ahogy a Jordán nyugati partján az izraeliták legyőzték Szíhónt és Ógót, a Jordán keleti részeinek királyait. Rúben és Gád törzsei a Jordántól keletre eső területeket kérték ki maguknak, mivel állattenyésztési céljaiknak ezek tökéletesen megfeleltek. Ígéretükért cserébe, miszerint segítenek a Jordántól nyugtra eső részek meghódításában, Mózes elfogadta kérésüket és az említett területeket és Manassé Jordántól keletre eső részén helyezkedő területeinek a felét nekik adta. Mózes halálát követően, Józsué vált az izraeliták vezetőjévé, és ezeknek a keleti törzseknek, beleértve Rúben törzsét is, segítségével meghódították Kánaán számos részét és szétosztották azokat a tizenkét törzs között.
Kenneth Kitchen szerint ez a honfoglalás Kr.e. 1200 körül történhetett, viszont szinte az "összes" tudós elveti a Józsué könyvében leírt kánaáni hódítás történetét. Israel Finkelstein szerint a bizonyítékok hiánya és az izraeli kultúra hirtelen megjelenése arra utalhat, hogy az izraeliták a kánani társadalom egyik szubkultúrájaként fejlődhettek ki.
Rúben területei a hajdani Szíhon királyságát is magukba foglalták.

### Törzsi történelem
Az ígéret földjének meghódítása után Izrael királyságának megalakulásáig, Rúben a többi törzzsel együtt egy laza konföderációt alkottak. Nem létezett központi kormányzás, krízishelyzetekben a döntéshozatal ideiglenes vezetők, úgynevezett bírák feladata volt (lásd Bírák könyve). Ebben az időszakban, Debóra énekéből azt láthatjuk, hogy Rúben törzse nem akart részt venni a Sisera ellen vívott csatákban.
A filiszteusok egyre gyakoribb portyázásai veszélye miatt az izraelita törzsek úgy döntöttek, hogy egy központosított monarchiát alakítanak ki, amihez Rúben törzse is csatlakozott, aminek első királya Saul volt. Saul halála után, Júda törzsén kívül, az összes többi törzs elfordult Saul házától. Később Saul fiának, Ísbóset halála után Júda törzse is csatlakozott a többi északi törzshöz Dávid királlyá korozásában, aki akkor Júda királya volt, ezután pedig az újra egyesített Izraeli Királyságáé. 
A Krónikák Könyve alapján Dávidot Adíná és harminc rúbenita harcos segítette Dávid városának az elfoglalásában.Ugyancsak a Krónikák szerint még Saul király uralkodásának idején a rúbeniták háborút folytattak a hagriakkal, amit a gáditák és Manassé törzsének keleti részének segítségével megnyertek.
Roboám, Dávid unokájának, trónra kerülése után, Kr.e. 930 körül, az északi törzsek elszakadtak Dávid házától így létrehozva Izrael Királyságát, amit az Északi Királyságnak neveztek. Rúben törzse is tagja volt ennek a királyságnak egészen addig amíg a királyságot elfoglalták az asszírok. Az 1 Krónikák 5:26 alapján, III. Tiglat-Pileszer, Asszíria királya (uralkodása: Kr.e. 745-727) deportálta a rúbeniták, gáditák és Mannsé törzsének felét "Halahba és a Hábór mellé, Hárába és Gózán folyója mellé".

## Fordítás
Ez a szócikk részben vagy egészben  a   Tribe of Reuben című angol Wikipédia-szócikk ezen változatának fordításán alapul.  Az eredeti cikk szerkesztőit annak laptörténete sorolja fel. Ez a jelzés csupán a megfogalmazás eredetét és a szerzői jogokat jelzi, nem szolgál a cikkben szereplő információk forrásmegjelöléseként.

## Kapcsolódó szócikk
- Izrael